# Alan Gowen
Alan Gowen (19. srpna 1947 – 17. května 1981) byl britský hráč na klávesové nástroje a hudební skladatel.
V roce 1971 nastoupil do skupiny Assagai, ve které hrál i bubeník Jamie Muir. O rok později založil skupinu Sunship, kde rovněž Muir působil. Na baskytaru hrál Laurie Baker a na kytaru Allan Holdsworth. Následovalo členství ve skupinách Gilgamesh a National Health. V roce 1978 společně s dřívějšími členy skupiny Soft Machine založil kapelu Soft Heap.